# 볼호프강

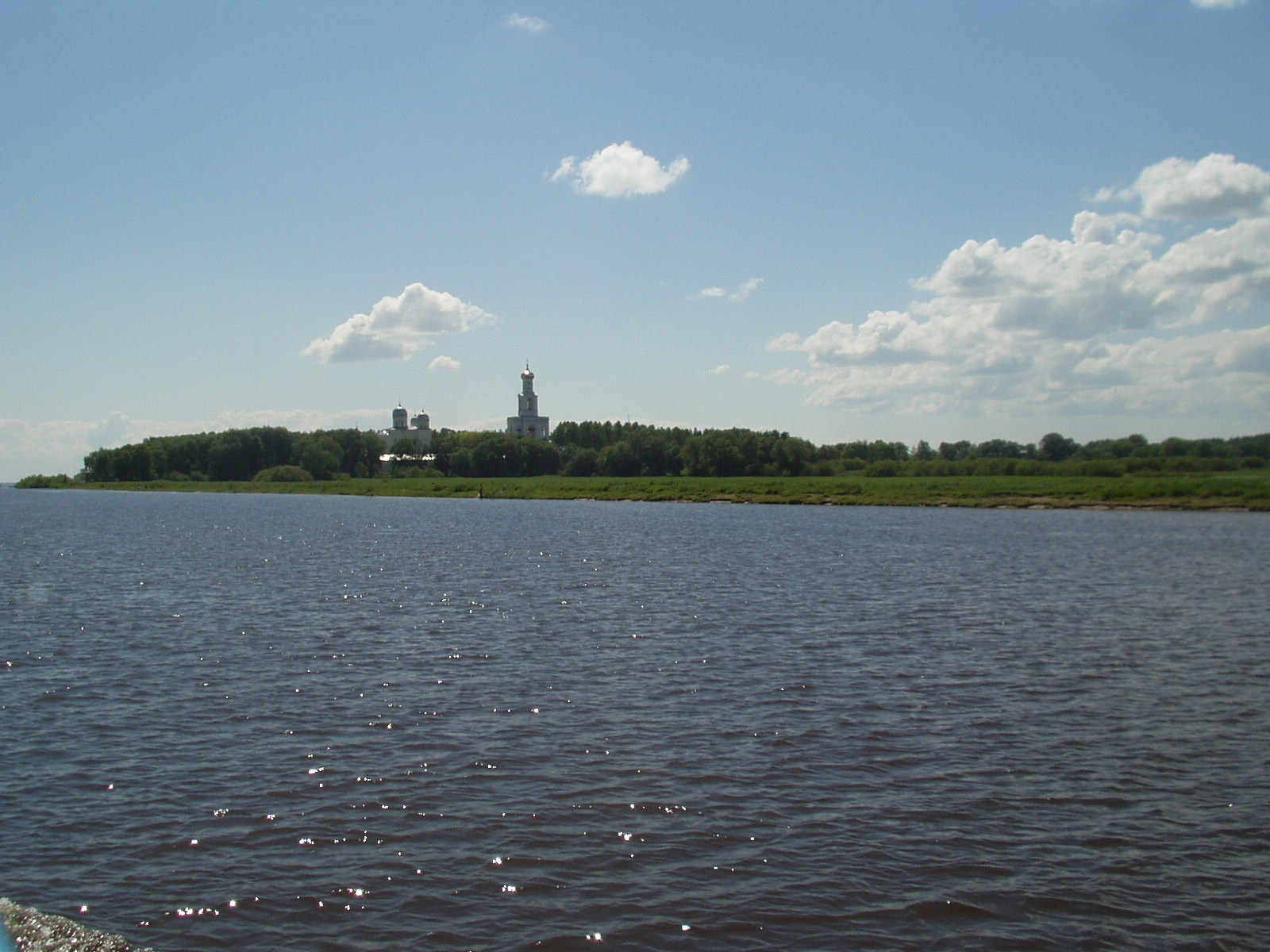

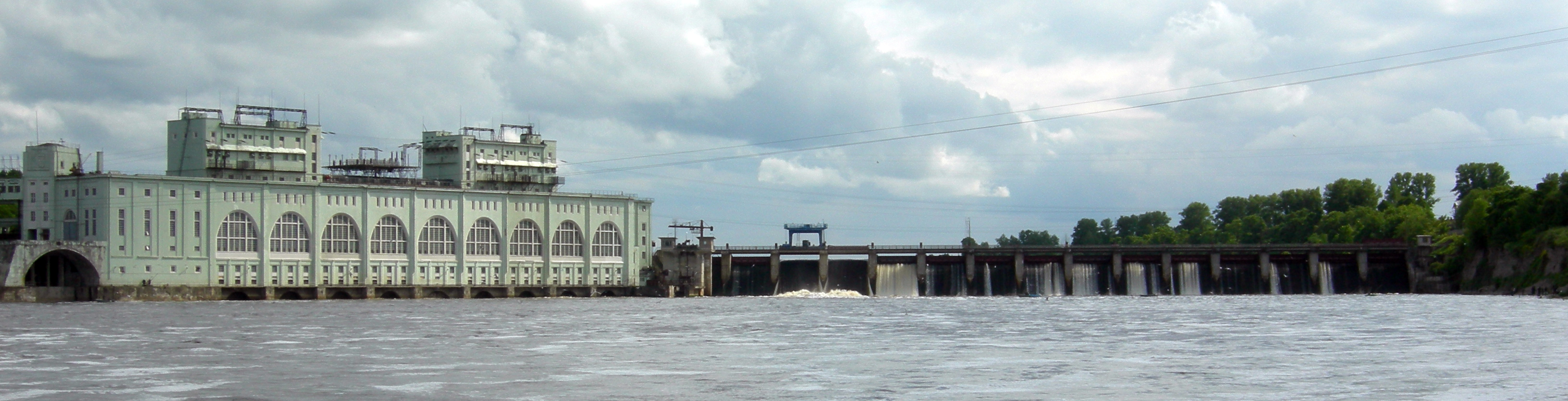

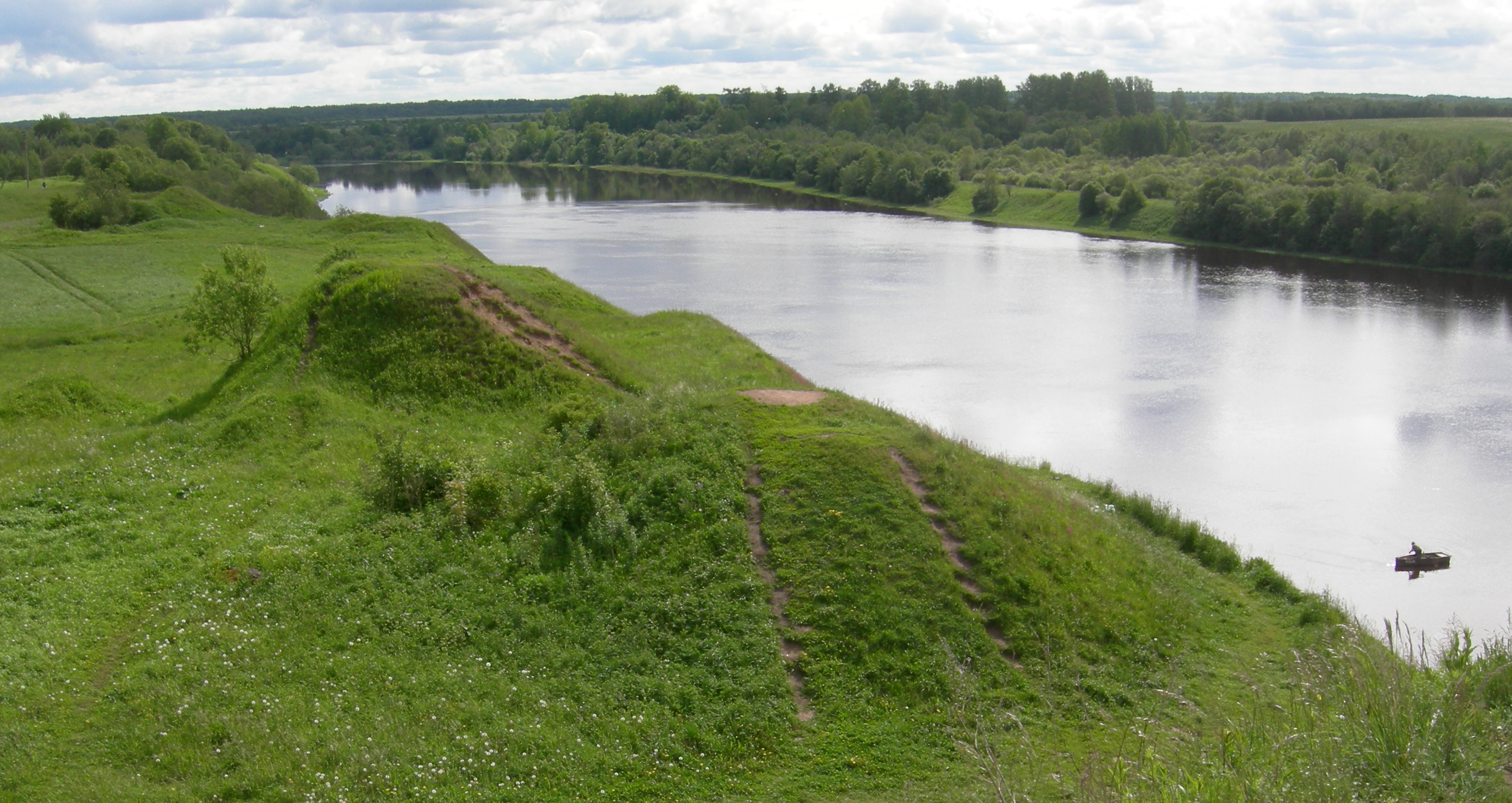

볼호프강(러시아어: Во́лхов река, 핀란드어: Olhavanjoki)은 러시아의 노브고로드주와 레닌그라드주를 흐르는 강이다. 라도가호로 흘러들어간다. 유역길이는 224 km, 유역 면적은 80,200 km2이다. 볼호프강의 지류로는 오스쿠야강, 프체프자강, 케레스티강, 티고다강이 있다.
볼호프강에 면한 도시는 노브고로드, 키리시, 볼호프, 노바야라도가이다.